# Брайт, Джон (дизайнер костюмов)
Джон Брайт (англ. John Bright; род. в марте 1940 года) — британский дизайнер костюмов, основатель и руководитель дома Cosprop, по пошиву и прокату исторических костюмов. Лауреат премий «Оскар» и BAFTA за лучший дизайн костюмов в фильме «Комната с видом».

## Карьера
Родился в 1940 году. Проходил обучение актёрскому искусству в лондонской театральной школе. Работая актёром на сцене, Джон Брайт заинтересовался театральными костюмами, и в 1965 году основал компанию Cosprop, по пошиву и прокату исторических костюмов для кино, театра, оперы, а также для частных лиц.
В кинематографе, в качестве художника по костюмам дебютировал в 1984 году в фильме «Бостонцы», за работу в котором он был номинирован на премию «Оскар» в соответствующей категории. Костюмы второй его работы в кино — мелодрамы «Комната с видом» (1985) были отмечены наградой этой премии. В дальнейшем Джон Брайт ещё четырежды выдвигался на «Оскар», но безуспешно.
В кино Джон Брайт в основном работал в исторических драмах производства компании Merchant Ivory Productions, часто вместе с художницей по костюмам Дженни Беван, с которой он совместно создал костюмы для десятка фильмов и разделил большинство своих наград и номинаций.

## Фильмография
Дизайнер костюмов
- 1984 — Бостонцы (реж. Джеймс Айвори)
- 1985 — Комната с видом (реж. Джеймс Айвори)
- 1987 — Морис (реж. Джеймс Айвори)
- 1988 — Душители (реж. Николас Мейер)
- 1990 — Лунные горы (реж. Боб Рейфелсон)
- 1991 — Белый Клык (реж. Рэндал Клайзер)
- 1992 — Говардс-Энд (реж. Джеймс Айвори)
- 1993 — Остаток дня (реж. Джеймс Айвори)
- 1995 — Джефферсон в Париже (реж. Джеймс Айвори)
- 1995 — Разум и чувства (реж. Энг Ли)
- 1996 — Двенадцатая ночь или что угодно (реж. Тревор Нанн)
- 1999 — Последний сентябрь / The Last September (реж. Дебора Уорнер)
- 1999 — Онегин / Onegin (реж. Марта Файнс)
- 2000 — Золотая чаша / The Golden Bowl (реж. Джеймс Айвори)
- 2002 — Великолепные Эмберсоны / The Magnificent Ambersons (ТВ, реж. Альфонсо Арау)
- 2005 — Белая графиня (реж. Джеймс Айвори)
- 2019 — Кармилла / Carmilla (реж. Эмили Харрис)

Costume and Wardrobe Department
- 1996 — Портрет леди (costumes: Cosprop)

## Награды и номинации
Премия «Оскар» за лучший дизайн костюмов:
- 1985 — «Бостонцы» (номинация, совместно с Дженни Беван)
- 1987 — «Комната с видом» (награда, совместно с Дженни Беван)
- 1988 — «Морис» (номинация, совместно с Дженни Беван)
- 1993 — «Говардс-Энд» (номинация, совместно с Дженни Беван)
- 1994 — «Остаток дня» (номинация, совместно с Дженни Беван)
- 1996 — «Разум и чувства» (номинация, совместно с Дженни Беван)

Премия BAFTA за лучший дизайн костюмов:
- 1985 — «Бостонцы» (номинация, совместно с Дженни Беван)
- 1987 — «Комната с видом» (награда, совместно с Дженни Беван)
- 1993 — «Говардс-Энд» (номинация, совместно с Дженни Беван)
- 1996 — «Разум и чувства» (номинация, совместно с Дженни Беван)

Премия «Спутник» за лучший дизайн костюмов:
- 2005 — «Белая графиня» (номинация)